# Paneuropski prometni koridor VI
Paneuropski prometni koridor VI je jedan od Paneuropskih prometnih koridora. Vodi od Gdanjska u Poljskoj do Žiline u Slovačkoj. Koridor ide pravcem: Gdanjsk (Poljska) – Grudziądz (Poljska) – Toruń (Poljska) – Zębrzydowice (Poljska) – Žilina (Slovačka). 
Od Grudziądźa vodi ogranak ka Poznanju. Iz Gdanjska drugi ogranak vodi na Varšavu, odakle se opet vraća na glavni koridor kod Zębrzydowica. Iz Zębrzydowica vodi treći ogranak ka Ostravi u Češkoj.

## Ogranci
- ogranak A: Grudziądź – Poznań (Poljska)
- ogranak B: Gdanjsk – Varšava (Poljska) – Zębrzydowice
- ogranak C: Zębrzydowice – Ostrava (Češka)